# Данилов, Василий Александрович
Васи́лий Алекса́ндрович Дани́лов (4 сентября 1924, хутор Кудинов, ныне Каменский район Ростовской области — 1 июня 2015) — участник Великой Отечественной войны, комсорг батальона 1118-го стрелкового полка 333-й стрелковой дивизии 6-й армии 3-го Украинского фронта, сержант.
Генерал-лейтенант в отставке, Герой Советского Союза (1944).

## Биография

### Начальная биография
Родился 4 сентября 1924 года на хуторе Кудинов Каменского района Шахтинского округа Донецкой губернии (ныне в Каменском районе (Ростовская область)) в казачьей семье. Русский.
В 1939 году окончил 9 классов школы в станице Калитвенская (Каменский район), в 1941 году – Каменское педагогическое училище в городе Каменске-Шахтинском (Ростовская область). В августе-ноябре 1941 года работал учителем начальной школы на хуторе Новоалександровский (ныне Миллеровского района Ростовской области), в ноябре 1941 – июле 1942 – заведующим избой-читальней на хуторе Муравлёв (Каменский район). В июле 1942 года не успел эвакуироваться и до февраля 1943 года работал в колхозе «Красная Армия» на территории Каменского района (Ростовская область), оккупированном гитлеровцами.

### В Великую Отечественную войну
В 1943 году был призван в армию, и вся его последующая жизнь оказалась связана с военной службой. Член ВКП(б)/КПСС с 1944 года.

### Подвиг
Особо отличился при форсировании Днепра. 26 ноября 1943 года в составе передового отряда бойцов батальона форсировал реку в районе села Каневское (Запорожский район Запорожской области, Украина) и первым высадился на берег. Участвовал в захвате, удержании и расширении плацдарма на правом берегу реки. Только за период с 26 по 28 ноября 1943 года десантники отразили 7 массированных атак противника.
За мужество и героизм, проявленные в боях с немецко-фашистскими захватчиками, Указом Президиума Верховного Совета СССР от 22 февраля 1944 года сержанту Данилову Василию Александровичу присвоено звание Героя Советского Союза с вручением ордена Ленина и медали «Золотая Звезда».
В 1944 году он окончил курсы младших лейтенантов, а после войны трудился на комсомольской работе. 

### После войны
В июне-августе 1945 – парторг 1017-го отдельного зенитного артиллерийского дивизиона (в Центральной группе войск; Австрия). В 1945-1946 – помощник начальника политотдела 447-й артиллерийской бригады по комсомолу (в Центральной группе войск; Австрия), в 1946-1947 – помощник начальника политотдела 69-й гвардейской стрелковой дивизии по комсомолу (в Белорусском военном округе; город Поставы Витебской области, Белоруссия). В ноябре 1947 – сентябре 1948 обучался на курсах при Ярославском военно-политическом училище.
В 1952 году окончил Военно-политическую академию. В 1952-1956 – помощник начальника политотдела 28-й армии по комсомолу (в Белорусском военном округе; город Гродно, Белоруссия). В 1956-1959 – помощник начальника политуправления Северо-Кавказского военного округа по комсомолу (штаб – в городе Ростов-на-Дону).
В 1959-1960 – заместитель начальника политотдела 29-го армейского корпуса (в Северо-Кавказском военном округе). В 1960-1961 – заместитель начальника политотдела 1-го армейского корпуса (в Туркестанском военном округе; город Ашхабад, Туркменистан), в 1961-1964 – начальник политотдела 53-й гвардейской мотострелковой дивизии (в Туркестанском военном округе; посёлок Кушка, ныне город Серхетабад, Туркменистан).
В ноябре 1964 – августе 1969 работал в Центральном Комитете КПСС.
В 1969-1973 – 1-й заместитель начальника политуправления Северо-Кавказского военного округа  (штаб – в городе Ростов-на-Дону).
В июне 1973 – феврале 1979 – член Военного совета – начальник политуправления Северной группы войск (штаб – в городе Легница, Польша). В 1979-1986 – начальник политотдела – заместитель начальника Военно-политической академии по политчасти. С декабря 1986 года генерал-лейтенант В.А. Данилов – в запасе.
Воинские звания:
- Сержант (1943)
- Младший лейтенант (20.09.1944)
- Лейтенант (03.03.1945)
- Старший лейтенант (05.04.1949)
- Капитан (24.04.1952)
- Майор (16.05.1956)
- Подполковник (31.10.1960)
- Полковник (14.12.1965)
- Генерал-майор (20.05.1971)
- Генерал-лейтенант (25.04.1975)

С 1986 года генерал-лейтенант Данилов В. А. — в запасе. Являлся членом ЦК Компартии Туркменистана в 1963—1964 годах, депутатом Верховного Совета Белорусской ССР в 1975—1980 годах.
Проживал в Москве. Вёл активную общественную деятельность в ветеранских организациях.
Умер в 2015 году. Похоронен на Троекуровском кладбище в Москве.

## Награды
- Звезду Героя Советского Союза (№ 2686, 22.02.1944) Данилов получил за совершённый подвиг при форсировании Днепра 26 ноября 1943 года в районе села Каневское и захвате плацдарма на его правом берегу в составе 333-й Синельниковской стрелковой дивизии 3-го Украинского фронта[5].
- Медаль «Золотая Звезда» Героя Советского Союза № 2686 (22.02.1944)[6]
- Орден Ленина (22.02.1944)[6]
- Орден Отечественной войны 1 степени (11.03.1985)
- Орден Красной Звезды(22.02.1968)
- Орден Красной Звезды (03.09.1974)
- орден «За службу Родине в Вооружённых Силах СССР» 3-й степени (16.02.1982)
- медаль «За отвагу» (24.08.1943)[7]
- медаль «За отвагу» (23.10.1943)
- медаль «За боевые заслуги» (03.11.1953)
- орденом Возрождения Польши 5-й степени
- медали.
- иностранными медалями

## Память

Мемориальная доска в Каменске-Шахтинском
Стенд в станице Калитвенской к 70-летию Победы

- В Парке Победы Каменска-Шахтинского Герою установлена мемориальная доска.